# Aegidius Elsevier
Aegidius (Gillis) Elsevier (Wesel (verm.), tussen 1567 en 1574 – Leiden, 1651) was een Nederlands boekhandelaar en koopman.
Aegidius Elsevier werd vermoedelijk in Wesel (Duitsland) als tweede of derde zoon van Lodewijk Elsevier en Maria Duverdyns geboren. In 1580 verhuisde hij met zijn vader naar Leiden. Hij werkte in 1599 als boekhandelaar in Den Haag, zonder dat evenwel duidelijk is dat hij hier permanent woonde. Waarschijnlijk nam hij tijdelijk de zaken waar voor zijn broer Louis die sinds 1590 een boekhandel in de hofstad had. In dit jaar publiceerde Gillis de Navigatio Joh. Huigens de Linschoten. Hagae Comitis officina Alberti Henrici, impensis authoris et Cornelii Nicolei prostantque apud Aegidium Elsevirium. Na enige tijd stopte hij met dit beroep: in 1603 vinden we hem in Leiden werkzaam als koopman, een beroep dat hij tot aan zijn dood zou uitoefenen. Elsevier was daarnaast lid van het bestuur van het kantoor van de Vereenigde Oostindische Compagnie  als vertegenwoordiger van de stad Leiden. Hij overleed in 1651 en werd op 1 juli van dat jaar in de Pieterskerk aldaar begraven.

## Noot
1. ↑  Universiteitsbibliotheek Amsterdam: